# 横浜YMCA学院専門学校
横浜YMCA学院専門学校（よこはまワイエムシーエーがくいんせんもんがっこう）は神奈川県横浜市中区にある私立の専門学校。リハビリテーション分野の作業療法士を養成する作業療法科（医療専門課程）とビジネス・ホテル観光分野をめざす国際情報ビジネス科（商業実務専門課程）、日本語学科本科・日本語文化・研究科（文化・教養専門課程）を設置している。

## 概要
日本YMCA同盟に加盟している公益財団法人の横浜YMCAを母体とする。
1902年に設立された「横浜基督教青年会私立英語学校」が前身。

## 沿革
- 1970年（昭和45年） -「YMCA横浜外国語学校」英語秘書実務科（文化・教養専門課程・1年）開始
- 1973年（昭和48年） -英語専修科（文化・教養専門課程・1年）、秘書実務科（商業実務専門課程・1年）開始
- 1976年（昭和51年） -「専修学校 横浜YMCA学院」　専修学校として認可を受ける。
- 1977年（昭和52年） -英語本科（文化・教養専門課程・2年）、英語専科（文化・教養専門課程・1年）、
- 秘書科（商業実務専門課程・1年）開始
- 1984年（昭和59年） -英語専科を英語研究科に名称変更。秘書科募集停止。国際ビジネス科（商業実務専門課程・2年）開始
- 1989年（平成 1年） -英語本科募集停止。
- 英語・英会話科（文化・教養専門課程・2年）、英語ビジネス科（文化・教養専門課程・2年）、
- 貿易ビジネス科（商業実務専門課程・2年）、OAビジネス科（商業実務専門課程・2年）、
- ホテル・トラベル科（商業実務専門課程・2年）開始
- 1990年（平成 2年） - 日本語学科　開設
- 1994年（平成6年）  -ホテル・トラベル科募集停止。同年開校の「YMCA国際ホテル・トラベル専門学校（現在廃校）」へ継承。
- 1996年（平成 8年） - 「YMCA語学・ビジネス専門学校」へ校名変更。専門士称号付与開始。
- 情報ビジネス科（商業実務専門課程・2年）、医療秘書科（商業実務専門課程・2年）開始
- 2002年（平成14年） - 「横浜YMCA学院専門学校」へ校名変更。作業療法科（医療専門課程・４年）開設。高度専門士称号付与開始。
- 2017年（平成29年） - 国際情報ビジネス科（商業実務専門課程・2年）開始
- 2023年（令和5年）　-作業療法科募集停止。国際情報ビジネス科に2コース設置。
- （グローバルビジネスコース、ホテル・観光ビジネスコース）

## 設置学科
- 作業療法科 (4年制)
- 国際情報ビジネス科（2年制）
- 日本語学科本科 (1年制)
- 日本語文化・研究科（1年制）

## 系列校
- YMCA健康福祉専門学校
- YMCA国際ビジネス専門学校
- 横浜YMCAスポーツ専門学校

## 所在地
〒231-8458 神奈川県横浜市中区常盤町1-7